# 许健民
许健民（1944年—），男，汉族，上海人，中华人民共和国卫星气象专家，中国共产党党员，曾任国家卫星气象中心总工程师，第十一届全国人民代表大会湖北地区代表。

## 生平
1965年毕业于南京气象学院天气动力专业。1997年当选中国工程院环境与轻纺工程学部院士。2008年，担任全国人大环境与资源保护委员会委员。